# デリンジャー

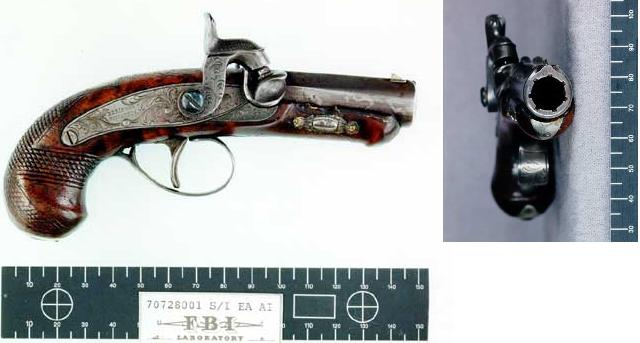
ジョン・ウィルクス・ブースがリンカーン暗殺に使った「フィラデルフィア・デリンジャー」。

デリンジャー（英: Deringer [ˈdɛrɪndʒər]）は、エイブラハム・リンカーン暗殺にも用いられたヘンリー・デリンジャー開発の護身拳銃の固有名称。スペル違いのデリンジャー（derringer）は、これに倣った小型拳銃を意味する普通名詞となった。

## 概要
デリンジャーと呼ばれる拳銃はいくつかあるが、いずれも大きさは人間の掌程度であり、非常に小型のものである。明確な定義があるわけではないが、そのように呼ばれる条件としては
- 標準的な人間の掌、もしくは衣服の標準的な容量のポケットに収まるサイズである
- 単発式であるか、または上下二連の連装銃であり、弾倉を持たない

がある。
この種の「有効射程が極端に短い代わりに、銃身が短く超小型で秘匿携行に適した拳銃」というものは、拳銃というものが誕生してからすぐに製作され、護身用や暗器（暗殺用武器）として用いられてきた。これらの銃は特に女性が護身用に持つ例が多かったことから、女性用の防寒手袋に隠せる、という意味で「マフピストル(Muff Pistol)」という通称があった。
“デリンジャー”の直接の由来となったのは、リンカーン大統領暗殺事件に使われたことが有名な、ヘンリー・デリンジャーが製作したもので、.44口径の小型パーカッション式単発銃である。製作者のデリンジャー、またはメーカーの所在地から「フィラデルフィア・デリンジャー」とも呼ばれるようになり、以後、“デリンジャー”という名前は小型拳銃の代名詞となった。ただし、後発のレミントン社などは開発者、ヘンリー・デリンジャー（英: Henry Deringer）や彼の遺族との商標権争議を避けるべく、本家と区別するためにこの銃の名称の綴りには「r」の字が2つ使われている。
上述の「フィラデルフィアデリンジャー」と並んで有名であり、デリンジャーの代名詞である「レミントン・ダブルデリンジャー」（後述）のように、銃身数は1もしくは2本が標準。中にはCOP .357のように多連の銃身を持つ拳銃もあるが、こちらはペッパーボックスピストル（回転式拳銃の先祖的機種）に分類される。また、サイズがやや大きいが、アメリカ軍が第二次世界大戦時に生産して配布した簡易拳銃、FP-45「リベレーター」も、デリンジャーの一種であるといえる。
また前装式拳銃の多くはバレル1本の単発式だが、本家「フィラデルフィア・デリンジャー」以外は、小型銃でもデリンジャーと呼称されることはまずない。

## レミントン・デリンジャー
レミントン（・ダブル）・デリンジャーは、1860年から生産されている、41口径（41ショート弾。口径が近い.44マグナム弾の3%程度のエネルギーを発生させる）使用の上下2連の中折式シングルアクション拳銃である。上方を支点にしてバレルが解放され、発砲は撃発機構のラチェットによって自動的に上下いずれかの順から発射されるので、散弾銃のように装弾を意図的に撃ち分けることは出来ない。片方にしか装填していないと初弾または2発目が出なかったりする。
その中でも、1866年に登場したモデル95・ダブル・デリンジャーが商業的に最も成功したと言われている。銃としてはシンプルな機構のために故障が極端に少ないうえ、小型で持ち運びがしやすく、独特のデザインも好評だったことから、現在まで人気の高いモデルである。それゆえ、「元祖コンシールドガン」（隠し持っても違和感のない銃）とも言われる。
現在でもレプリカや構造をコピーした製品が多数製造されており、それらの使用弾薬は22ショートから.44マグナムまでと雑多である。強力な弾薬を使用する場合は銃身内径を過大にし、ごく短い銃身と相まって弾丸をほとんど加速しないことにより反動をごく小さいものにしているが、当然、弾丸のエネルギーもごく小さいものになっている。銃身が極端に短いため、実際に使用する際には相手に押しつけるようにして射撃することが多かったとされる。
レミントン・デリンジャーは賭博人の護身用として多用されたので、「ギャンブラーズガン」とも呼ばれ、西部劇に数多く登場したため、「西部劇の影の主役」とまで言われるほか、日本でもモデルガンが発売されるなど有名になった。

## コルト・シングルデリンジャー

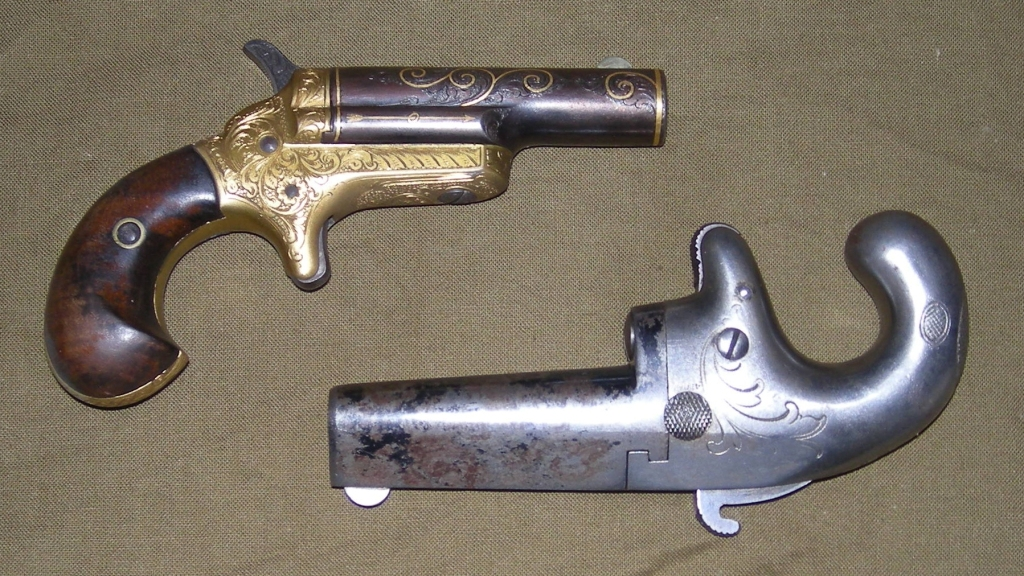
コルト・シングルデリンジャー
.No1 Model (右下、1870–1890年)
.No3 Model (左上、1875–1912年)

1870年にコルト・ファイヤーアームズが発売したデリンジャー。用心鉄はなく、銃把はバーズヘッド。シングルアクション、シングルバレルの単発式でNo.1からNo.3までのシリーズがあるが、多少デザイン的に変化があるだけで性能的にはほぼ同一。
標準弾薬は.41ショート実包だが.44リムファイア他、各種口径がある。装填は引き金をハーフ・コックにし、ラッチを外して銃身前方を支点にバレルを左右へ開く独特の形式で、単発式だけあってレミントン・ダブルデリンジャーよりも小型軽量なのが特徴である。
元々はコルト社の製品ではなく、自社のラインナップを拡大する際に独自設計ではコストと時間が見合わないと判断して、ニューヨークの銃器会社、ナショナル・アームズ社からパテントと製造権を買い取って販売した銃である。実際.No1と.No2はナショナル・アームズ社の製品その物であり、コルト社の設計になるのは.No3からになる。
量産は1912年で終了したが、その後、コルト社では記念モデルなどとして復刻生産もされ（1950年代に出た.No4は.No3の復刻版である）、パテント切れからコルト社以外のレプリカモデルも多い。

## ハイスタンダード・デリンジャー
1962年にハイスタンダード社より発売されたD-100およびD-101ポケットピストルの通称。
上下2連の中折式なのはレミントン社の製品と同様であるが、銃身部を開く支点が銃身の下方にある下開き式であること、動作がダブルアクションのみである点が特徴である。22口径ながら火薬を増量した.22ロングライフル弾を発射でき、後には.22マグナム弾仕様のDM-101も発売された。
生産は1967年に終了したが、1990年代からはアメリカン・デリンジャー社(American Derringer)によってほぼ同じものがDA22 Derringer Standardとして製造・販売されており、ハイスタンダード社製のオリジナルモデルと併せて21世紀に至っても護身用などで人気がある。
同銃には安全装置がないため、引き金を重くすることで暴発を防いでいる。その形状から、人差し指で銃身を支え、中指で引き金を引くという独特の射撃方法を行う。しかし、この銃のトリガープル（引き金を引くのに必要な力）は10kg以上といわれており（工場出荷状態は11.3kg）、非力な者は引き金を引くことすらできないという、ある意味において厄介な物である。感覚としては10kgのハンドグリッパーを握るのと同じ。
なお、本銃の設計をそのまま流用し、使用弾薬を.38スペシャル弾として拡大再設計されたDA38も製造されている。

## 登場作品
デリンジャーはその小ささから、推理小説をはじめ、物語のキーとして登場することが多い。
特に指名のない限り、ここに登場する銃はレミントン・ダブルデリンジャーである。

### 映画
『オールド・ボーイ』
イ・ウジン（ユ・ジテ）が使用。
『ザ・ブラインドキャット』
盲目のマッサージ師、霧子（高橋めぐみ）が使用。
『シャンハイ・ナイト』
ラスボーン卿が使用。ロイ・オバノン（オーウェン・ウィルソン）はあまりの小ささに、デリンジャーを「豆鉄砲」と呼んでいる。
『スキヤキ・ウエスタン ジャンゴ』
主人公のガンマン（伊藤英明）が源義経（伊勢谷友介）との最後の一騎討ちで使用。義経の日本刀による斬撃をコルト・シングル・アクション・アーミーで受け止め、左腕に隠していたデリンジャーで義経の頭を撃ちぬく。
『ゾンビ』
ラストでピーターが自殺を図ろうとした際に使用。
『007 黄金銃を持つ男』
原作小説では殺し屋フランシスコ・スカラマンガが切り札として隠し持っていた黄金のデリンジャーを発砲。毒を仕込んだ弾丸でジェームズ・ボンドに重傷を与えた。映画版では小人症の召使ニック・ナックが所持してボンドを脅迫した。
『バック・トゥ・ザ・フューチャー PART3』
ビュフォード・タネンが使用。カウボーイハットの中にコルト・シングルデリンジャーを忍ばせ、ダンスパーティの銃器検査をすり抜ける。
『ポリス・ストーリー3』
中国人民武装警察部隊のヤン警部が麻薬売人の集会中に売人たちに対して突き付ける。
『夕陽のガンマン』
モーティマー大佐が隠し持ち、10インチ長銃身のピースメーカーでは不利と思われた近接決闘を制する。本銃が見どころの1つとして紹介している書籍もある。
『ラスト・シューティスト』
ジョン・ウェインの遺作であり、冒頭の馬上のウェインが使用する。
『レッドブル』
ビクターがハイスタンダード・デリンジャーを射出装置（スリーブガン）に取り付け使用する。

### テレビドラマ
『ガリレオ』
第九章、最終章「爆ぜる」（はぜる）にて穂積京子が使用。
『特警ウインスペクター』
第2話「笑うラジコン弾!」にて藤野純子が安達徹のアジトに乗り込んだ際に安達が操縦する改造ラジコン飛行機を一機撃ち落とした際に使用。
『マジすか学園3』
最終話「ぽんこつブルース」にてプリズンの所長が自殺する際に使用。

### 漫画・アニメ
『暗殺教室』
イリーナ・イェラビッチが使用。
『軽井沢シンドローム』
ハイスタンダード・デリンジャーが渡米した耕平に対して使われるが、返り討ちにあって銃を奪い取られ、その後、襲撃者へ突き付けられる。
『こちら葛飾区亀有公園前派出所』
両津勘吉が敵軍の軍曹と和解のために英語で「I have a short delinger」と話す。
『今日からヒットマン』
1巻第4話「最強の刺客」で、主人公の持つ武器として出てくる。
『金田一少年の事件簿』
『上海魚人伝説殺人事件』で犯人が使用。その小ささを利用したトリックで隠し、警察の目を欺く。作中にて登場人物の1人が「リンカーン大統領暗殺に使われたのと同型の銃」と説明するシーンがあるが、正確には暗殺に使われたのはフィラデルフィア・デリンジャーである。
『ザ・ファブル』
鈴木が護身用に所持(メインの銃はハッシュパピー)。後に佐藤洋子に譲渡される。
『シャーマンキング』
X-LAWS隊員リゼルグ・ダイゼルが使用。大天使ゼルエルを射出。
『少年探偵団 怪人二十面相』
小林少年が盗まれた仏像に化けて二十面相を脅す時に使用。窓ガラスに威嚇発砲し、先に盗まれたロマノフ王家のダイヤを奪還するも、二十面相に正体を見破られて一時監禁される。
『チョコレート・デリンジャー』
主人公、チョコレート・サンデーの愛銃。36連発に改造されているが、もちろんこれはギャグとしてのフィクション。
『トライガン』
登場人物であるメリル・ストライフの武器。彼女はマントの下に数十丁のハイスタンダード・デリンジャーを隠し持ち、次々と持ち替えることで弾幕を形成する技量を持っている。ハドソン産業がモデルガン化した。
『緋弾のアリア』
アニメ第12話「ブラド」で峰理子が、母親の形見のデリンジャーを使用。
『まほろまてぃっく』
単行本3巻およびアニメ版7話で安藤まほろがレミントン・デリンジャー型の銃を携行。リューガを威嚇する為に突き付けたが、民間人に二次被害が及ぶ可能性を指摘され発砲はされなかった。
『名探偵コナン 探偵たちの鎮魂歌』
金色の装飾が施されたものを、服部平次殺害のため清水麗子が不意打ちに使用（メインの銃はワルサーPPK）。
『ルパン三世シリーズ』
原作コミックにおいて、次元大介は帽子の中にデリンジャーを隠し持っている。
テレビアニメ第2シリーズのオープニング（第4期）で、峰不二子が口紅を弾丸代わりにデリンジャーに装填して発射する。
『ルパン三世 アルカトラズコネクション』において、秘密結社「シークレットセブン」のボス、テリー・クラウンが所持。失敗を犯した部下、ルキノ・マルカーノを本銃で粛清する他に銭形に逮捕され、刑務所で眠っていたルパンを殺害するために使用する。ルキノは殺害できたが、ルパンのときは彼の早業で弾丸を空包にすりかえられ失敗する。
『レース鳩0777』
デリンジャーという名の小さいが気性が荒いレース鳩が登場する。名前の由来がこの記事の拳銃であることも書かれている。

### ゲーム
『Sa・Ga2 秘宝伝説』
プレイヤーキャラクターとして選べる種族の1つ、メカの初期装備。
『怪盗ロワイヤル-zero-』
「デリンジャー」の名称で登場する。
『かまいたちの夜』
スパイ編にて香山春子が使用。透が射殺されるエンドの章題にもなっている。
『シンシア 〜Sincerely to You〜』
八代瀬緒がレミントン・デリンジャーを基にした「ディファイアント・デリンジャー」を使用。デザインは神宮司訓之のオリジナル。
『bio hazard(リメイク版)』
作中では「護身用拳銃」と表記されている。何故かマグナム並の威力を持つ。入手時には既に1回使用されているため、1回切りしか使えない。
『バウンティハンター サラ』
主人公のサラ・D・フィッツジェラルドの主武器。
『英雄伝説 閃の軌跡IV』
『IV』にてミュゼ・イーグレットが使用。クラフトの「ペンタウァ・ショット」はデリンジャーを使用しているが、実際は自決用に所持していた。
『新サクラ大戦』
アナスタシア・パルマが上下二連式のデリンジャーと思われる銃を携行している。

### 小説
『エンドウと平和』
ジル・チャーチル著のミステリー小説。博物館に展示されている骨董品のフィラデルフィアデリンジャーで豆博物館の館長が殺される。
『バトル・ロワイアル』
月岡彰の支給武器。
『緋弾のアリアAA』
島麒麟の携帯武器として登場。